# Groenplaats

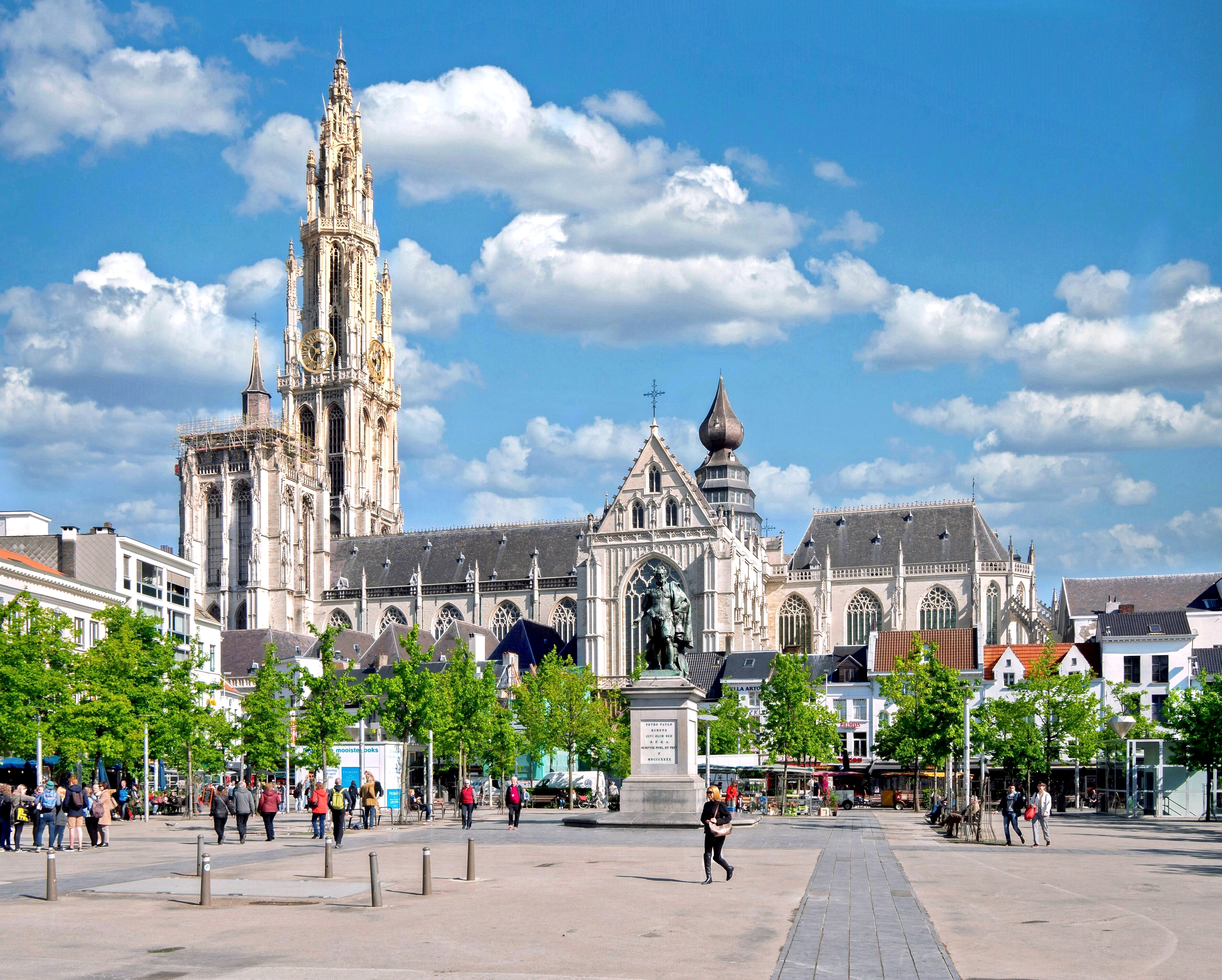
De Groenplaats met op de achtergrond de Onze-Lieve-Vrouwekathedraal.

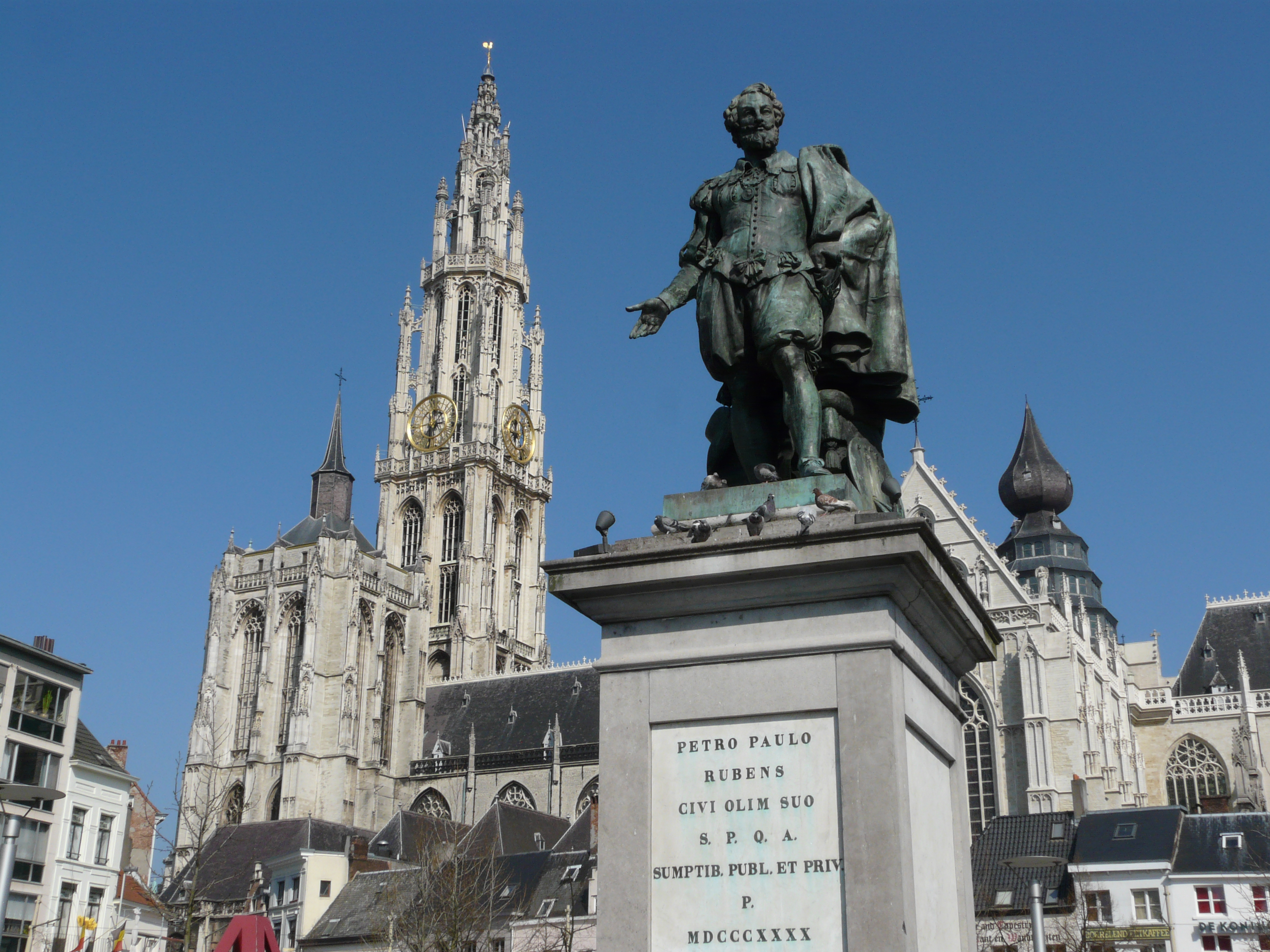
Standbeeld van Peter Paul Rubens.

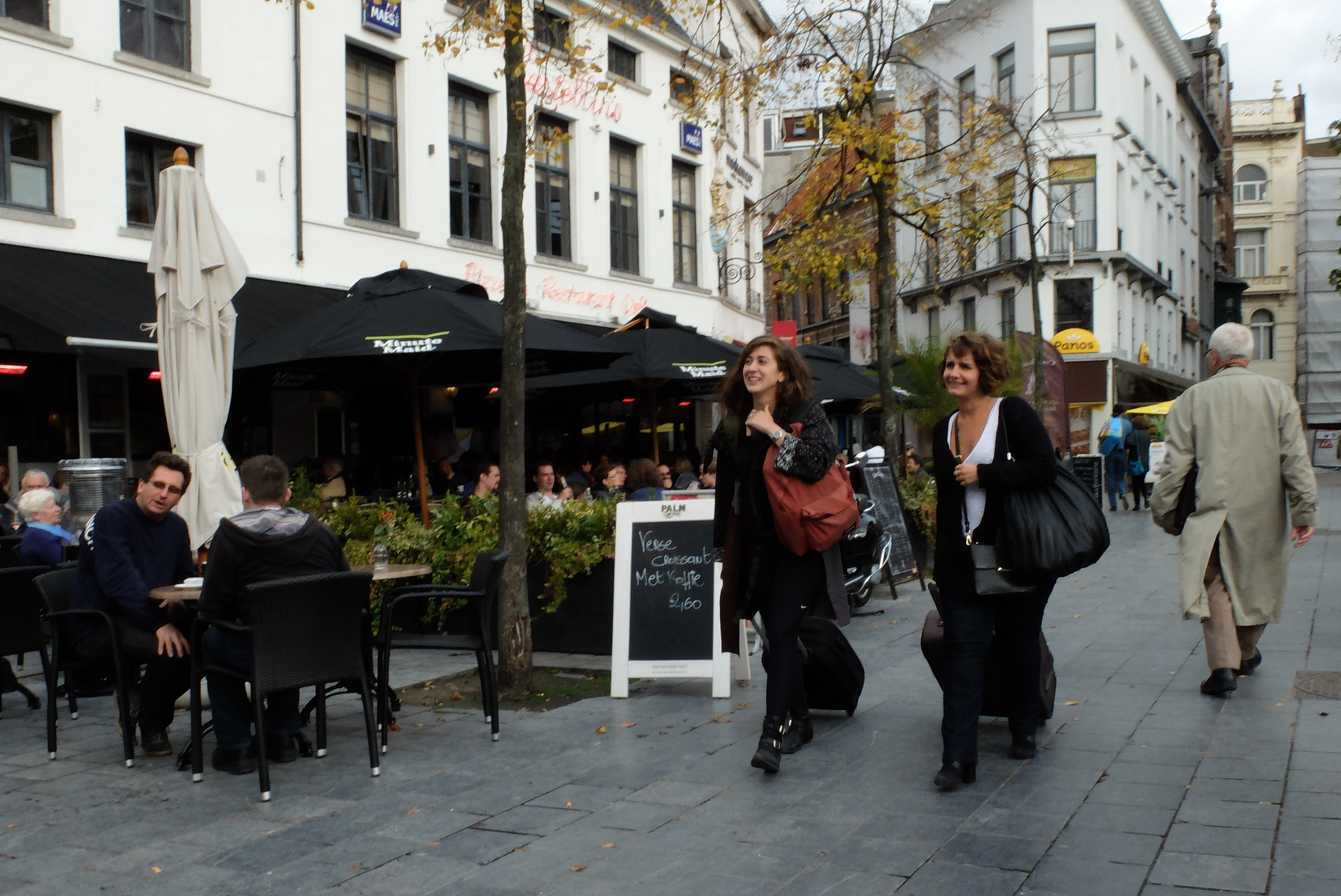
Terrasjes op de Antwerpse Groenplaats

De Groenplaats is een plein in het centrum van de Belgische stad Antwerpen.
Op het plein staan diverse bomen met bankjes. In het midden van het plein staat het standbeeld van Rubens. Het is in 1840 ontworpen door Willem Geefs en onthuld in 1843.
Vlak bij het plein ligt ook de Onze-Lieve-Vrouwekathedraal. Verder zijn er diverse cafés met terrassen.

## Gelegen aan de Groenplaats
Het belangrijkste monument gelegen aan de Groenplaats is de kathedraal. Daarnaast zijn nog talrijke gevels aan de Groenplaats als monument beschermd. Verder bevinden zich hier :
- een beschermd OLV-beeld tussen de gevels van nummers 29 en 30.
- Het beschermde gebouw van het Hilton-hotel, het vroegere grootwarenhuis Grand Bazar.
- Het (restant van het) Karbonkelhuis, ook wel Diamanthuis genaamd, gebouwd rond 1520 en een van de eerste woningen in vroeg-renaissancestijl.
- Het beschermde gebouw op de hoek met de Geefsstraat, het vroegere hotel Galeries Nationales.
- Het beschermde postgebouw op de hoek met de Pandstraat, nu onopvallend een filiaal van Albert Heijn.

## Trams
Bovengronds is er tramlijn 4 en (van 31 maart tot oktober 2025) tramlijn 7, ondergronds het premetrostation Groenplaats met tramlijnen 3, 5, 9 en 15.

## Geschiedenis

### Het Groenkerkhof
Minstens sinds de 13e eeuw fungeerde de zuidkant van de Onze-Lieve-Vrouwekerk als Antwerpse begraafplaats. Vooral dan voor de armere bewoners die het zich niet konden veroorloven om begraven te worden in de kerk zelf. Het kerkhof maakte deel uit van een tamelijk grote strook allodiale grond waarop het kapittel alle rechten had en dat onschendbaar was, gelegen tussen de ruien ten noorden van de kerk, de koornmarkt ten oosten en de kammenstraat ten zuiden. In 1784 verbood keizer Jozef II nog langer begraafplaatsen binnen de stadsmuren te gebruiken. Antwerpen opende toen begraafplaatsen op het Kiel en op het huidige Stuyvenbergplein.

### Het plein

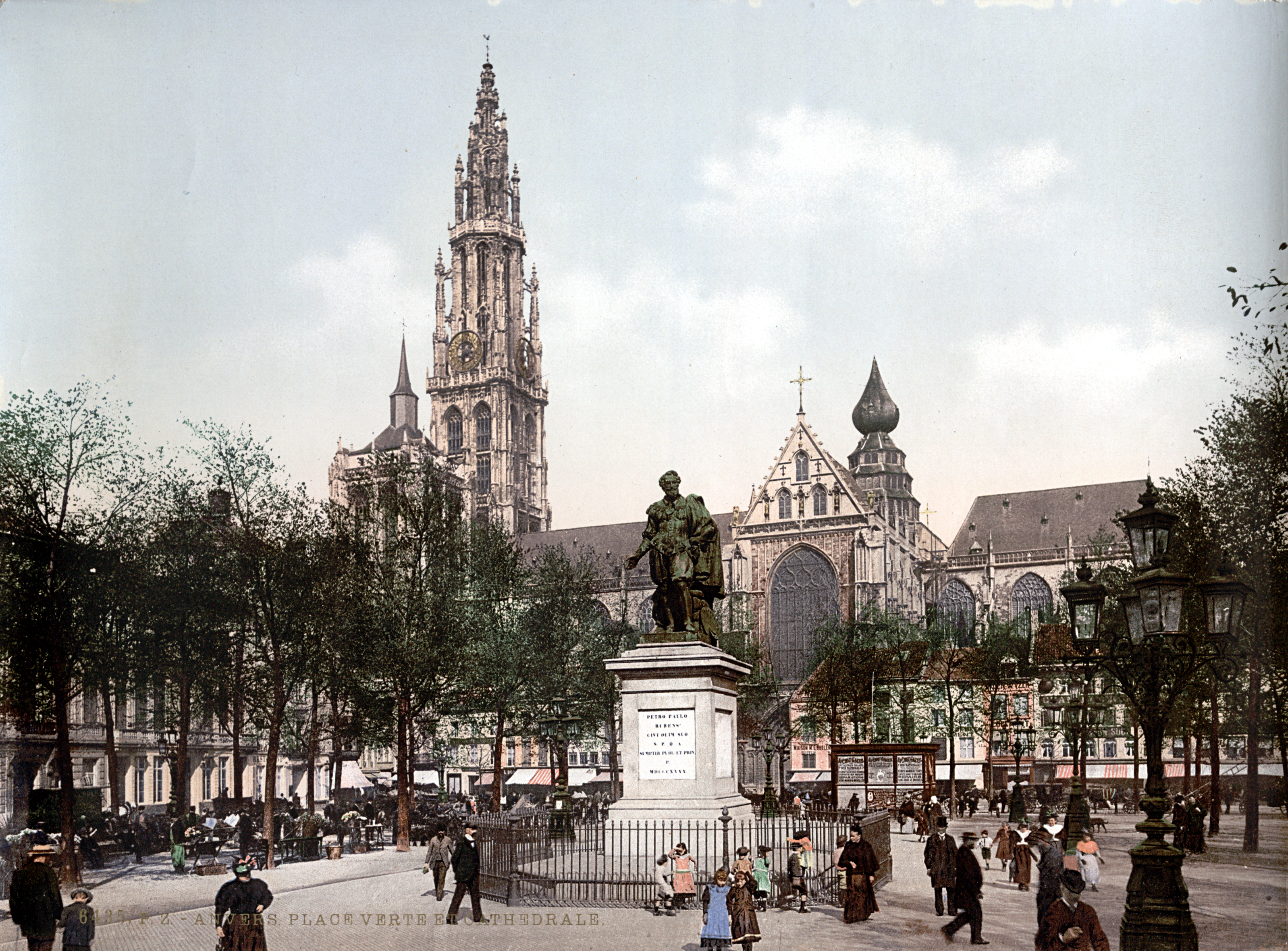
Groenplaats, ca. 1890-1900.

In 1795 werd het Onze-Lieve-Vrouwekerkhof, ook het Groenkerkhof genaamd, door de Fransen opgeëist. Enkele jaren later, in 1799, werden de muren errond gesloopt. Met de aanleg van de Place de l’égalité (Gelijkheidsplein) werd begonnen in 1803. De huizen gelegen aan de Schoenmarkt tegen het Groenkerkhof werden afgebroken en er werden drie rijen lindebomen aangeplant. In 1805 werd het plechtig ingehuldigd door de prefect van het departement van de Twee Neten, Charles d’Herbouville en het kreeg de naam Place Bonaparte (Bonaparteplein) ter ere van Napoleon (tot 1815).
Het was de bedoeling van de Franse revolutionairen om midden op het plein een gedenkteken te plaatsen ter ere van de Vrijheid. In 1797 werd tijdens de betwistingen tussen de kerk en het gemeentebestuur over de onteigening van het kerkhof, gemeentebeambte François Roché in de kathedraal vermoord. Er zou nu een gedenkteken komen voor hem, maar dit werd nooit gerealiseerd. In 1843 werd uiteindelijk het standbeeld van Rubens opgericht, vlak bij de vroegere graftombe van de Antwerpse bisschop Karel d’Espinoza en ter vervanging van het kruis dat sinds 1 november 1739 midden op het kerkhof stond. Het is van de hand van de Antwerpse beeldhouwer Willem Geefs (1805-1883).
Kenmerkend voor de Groenplaats was ook zijn kiosk voor muzikale evenementen. De tweede en ook meest indrukwekkende kiosk werd ontworpen door architect Emile Thielens en stond op de Groenplaats van 1903 tot 1960 toen ze werd gesloopt. De recentste kiosk was de derde. Wegens overlast en onhygiënische omstandigheden o.a. door daklozen en dronkaards werd in augustus 2023 op bevel van de burgemeester begonnen met de afbraak ervan. Na de brand van de nabijgelegen Handelsbeurs in 1858 stond er op de Groenplaats ook een tiental jaren een houten barak of hangar die dienstdeed als noodbeurs, tot de heropgebouwde Handelsbeurs (tussen 1869 en 1872) weer functioneerde.
In 2025 wordt de Groenplaats heraangelegd.

### De gebouwen

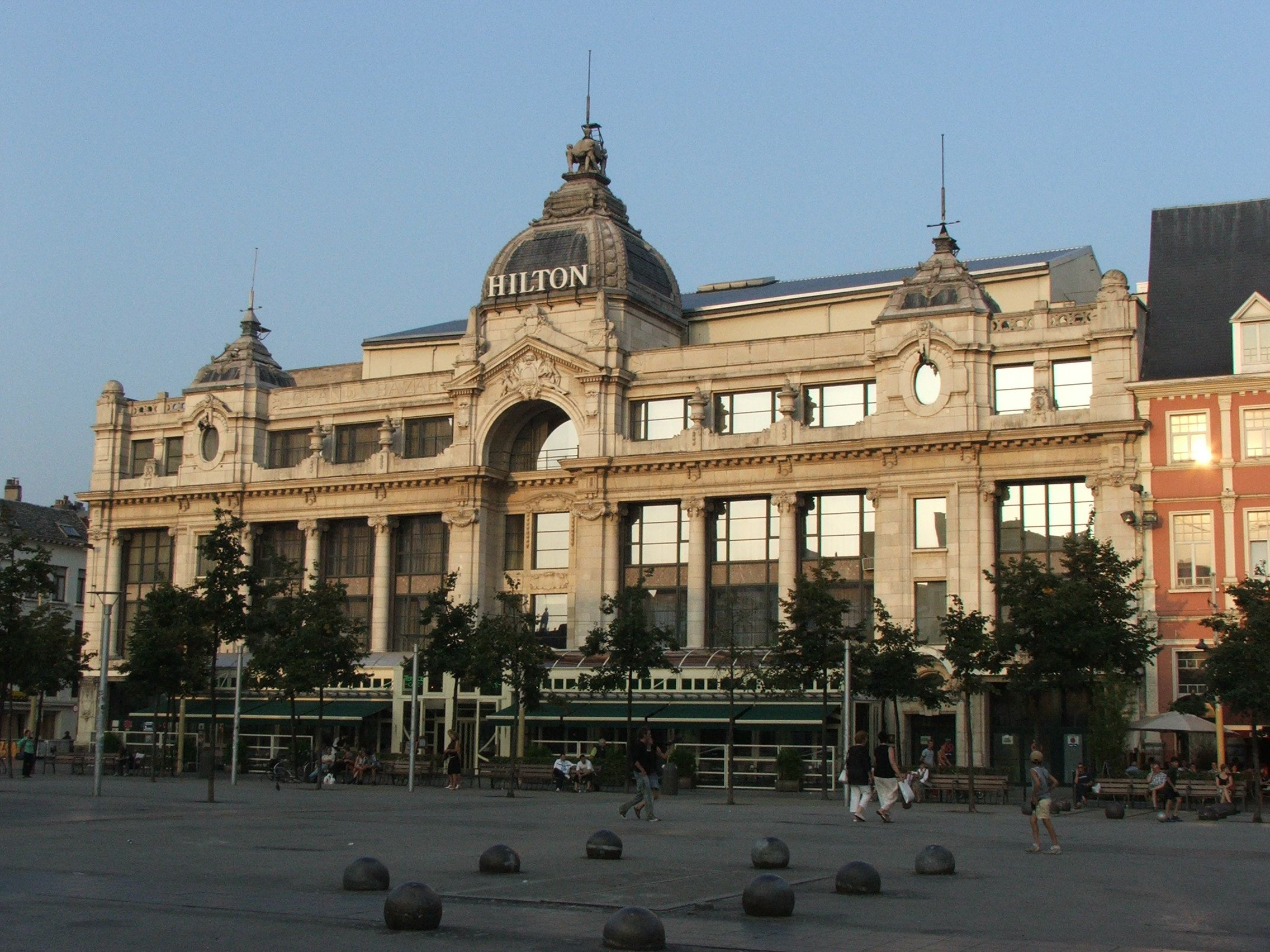
19e-eeuws beschermd gebouw van het Hiltonhotel, de vroegere Grand Bazar, op de Groenplaats.

Tussen 1819 en 1877 zetelde de Rechtbank van eerste aanleg in het gebouw De Gulden Roos, in 1509 gebouwd ten zuiden van het Groenkerkhof en in de 16e eeuw nog een tijdlang de residentie van burgemeester Filips van Marnix van Sint-Aldegonde. In de 17e eeuw vestigde de Antwerpse bisschop Ambrosius Capello er een pastoraal college. In de napoleontische tijd was er een douanekantoor gevestigd. Het gebouw werd na de verhuis van de Rechtbank naar het nieuwe gerechtsgebouw aan de Leien, in 1878 heropgebouwd in neoclassicistische stijl en in gebruik genomen door de Post. In dit Postgebouw was tot voor kort het hoofdkantoor gevestigd, maar wegens de verkeersmoeilijkheden in de binnenstad verhuisde men het sorteercentrum naar de buurt van Berchem station.
In het gebouw waarin het huidige Hiltonhotel is gevestigd, begon de Fransman Adolphe Kileman in 1885 zijn grootwarenhuis de Grand Bazar du Bon Marché.  Op die plek waren voorheen het Grand Café de l’univers en het Café de la Poste gelegen. In 1959 werd er een supermarkt aan toegevoegd, na de primeur in de wijk Luchtbal, de tweede supermarkt van België.

### Het verkeer
Na de onafhankelijkheid en naar aanleiding van de opening van de eerste spoorlijn Brussel-Antwerpen, doken privé-huurkoetsen op om de treinreizigers van en naar het station te vervoeren. Zij werden vergund in 1839 en vertrokken ook vanaf de Groenplaats.  De eerste Amerikaanse IJzeren Weg, zoals de paardentram werd genoemd,  bracht de reizigers vanaf 1873 van de Groenplaats naar de Wilrijkse Poort. Sindsdien is de Groenplaats altijd een belangrijk station geweest voor het Openbaar Vervoer in Antwerpen. Het plein zelf is autovrij, verkeer passeert aan de zijkant. Aan de zuidkant is een tram- en bushalte, taxistandplaats en de ingang van een ondergrondse parking. In 1975 opende de eerste Antwerpse premetrolijn tussen de Groenplaats en het Centraal Station. De Groenplaats is het vertrekpunt van een toeristentram. 